# Bob Pickell
Bernard A. Pickell, detto Bob (Kaunas, 2 luglio 1927 – Toronto, 8 agosto 1986), è stato un cestista canadese.

## Carriera
Ha disputato con il Canada i giochi olimpici del 1952 e i giochi olimpici del 1956, disputando 13 incontri.